# Пост ниневитян
Пост ниневитя́н или проше́ние ниневитя́н (сир. ܒܥܘܬܐ ܕܢܝܢܘܝ̈ܐ, Bā'ūṯā ḏ-Ninwāyē, Баута д Нинвае) —  трёхдневный пост, установленный в церквях сирийской традиции (в т. ч. восточнокатолических, а также в церквях, ведущих своё происхождение от дохалкидонского патриархата Александрии), в течение которого верующие воздерживаются от всех продуктов животного происхождения, существует также традиция полного отказа от питья и еды в дневные часы до заката. Пост сохраняется до литургии, проводимой утром после завершения поста. Трёхдневный пост (с понедельника по среду) установлен в память о трёх днях, которые пророк Иона провёл внутри чрева кита (Ион. 2:1), а также последующем посте и покаянии жителей Ниневии, вследствие послания пророка Ионы в соответствии со Священным Писанием.
В Армянской апостольской церкви за 10 недель до Пасхи также установлен Начальный (предварительный) пост (арм. Առաչավորք); [Ар'аджаворац'], однако он продолжается не три дня, а всю неделю. Пост ниневитян по положению в церковном календаре византийской традиции соответствует первой приготовительной сплошной седмице, следующей за Неделей о мытаре и фарисее.

## Библейские основания
Пост посвящён трём дням, которые пророк Иона провёл во чреве большой рыбы (в славянском переводе Библии — кита) (Ион. 2:1), последующему посту и покаянию ниневитян в ответ на его предостережение, в соответствии с текстом Библии. Пророк Иона упоминается в 4-й книге Царств, поэтому предполагается, что он жил около 786–746 гг. до н. э. Одним из сценариев, способствовавших возможному принятию проповеди Ионы ниневитянами, является то, что в правление Ашшур-дана III в 765 году до н. э. разразилась эпидемия чумы, затем восстание 763–759 гг. до н. э. и ещё одна эпидемия чумы. Эти задокументированные события свидетельствуют о том, что жители Ниневии могли поверить проповеди Ионы. Также мотив приказа правителя Ниневии о днях поста и раскаяния находит определённые параллели в клинописных документах VIII века до н. э. Однако при этом Иона не является исторически подтверждённой личностью и не упоминается в современных ему письменных источниках.

## В восточно-сирийской традиции
В Церкви Востока установление поста ниневитян связано с двумя событиями: покаянием ниневитян, описанным в книге пророка Ионы, а также в связи с избавлением от эпидемии чумы в патриаршество католикоса Хазкиэля (566—581)). После начала эпидемии (конец VI века) в Сасанидской империи бедствием были охвачены территории митрополии Адиабены (районы Ниневии, Карха де Бет-Слох и близлежащих городов Месопотамии). По преданию митрополиту Карха де Бет-Слох Мар Савришо явился ангел с указанием о посте и усиленной молитве для избавления от эпидемии. В храмах Персии проводились богослужения, а верующие стали соблюдать строгий пост, как в своё время делали ниневитяне после проповеди пророка Ионы. После избавления от эпидемии, эта традиция стала строго соблюдаться верными Церкви Востока ежегодно.
В восточно-сирийской литургической традиции во время поста на богослужении читалась книга молитв святого Ефрема, также в третий (заключительный) день поста использовалась анафора, приписываемая (в соответствии с церковным преданием) Несторию (современные исследователи оспаривают данную точку зрения). Диаконские молитвы поста ниневитян приписываются католикосу Гиваргису I. Также сохранились тексты восточно-сирийского богослова Хнаны Адиабенского о прошениях во время поста ниневитян. Вплоть до XIX века в течение трёх дней поста перед началом заутрени читался молитвослов католикоса Илии III (1176—1190).
В Сиро-малабарской католической церкви, в храме Март Мариам в городе Куравилангад, вблизи Коттаяма в Индии, второй день поста ниневитян отмечается масштабной процессией, сопровождаемой сценой выбрасывания статуи пророка Ионы с корабля. В 2022 году патриарх Халдейской католической церкви Луис Рафаэль I Сако призвал приурочить три дня поста ниневитян молитвам о возвращении мира, безопасности и стабильности в Ирак и на Ближний Восток «после всех войн и конфликтов, которые истощили их». 
Перед заключительным днём поста ниневитян на ночь, молодые ассирийцы воздерживаются от еды, питья и съедают специальный порошок (pūkhūn), приготовленный из чечевицы, нута, пшеницы, овса, ячменя и соли. Считается, что после этого во сне можно увидеть будущего супруга. Ассиро-халдейские протестанты отказались от соблюдения данного поста.

## В западно-сирийской традиции
В церквях, использующих западно-сирийский литургический обряд пост ниневитян совершается за три недели до Великого поста. Несмотря на тот факт, что пост ниневитян изначально соблюдался в Церкви Востока, известно, что в середине VII века мафриан Сирийской яковитской церкви Марута Тагритский ввёл данный пост в практику своей церкви.

## В александрийской традиции
В Коптской церкви пост ниневитян (за 10 недель до Пасхи), вероятнее всего, заимствован из сирийской традиции. У коптов данный пост также называется постом Ионы. Имеются сведения, что данный пост был введён коптским патриархом Авраамом (975—978), который имел сирийское происхождение. Известно, что в XII веке епископ Дамиетты Марк ибн Кунбар, выступавший за пересмотр ряда канонических и обрядовых установлений Коптской церкви отменил в своей епархии пост ниневитян, а позднее перешёл в юрисдикцию Александрийского православного патриархата.
Во второй половине XIX века в рамках латинизации Коптской католической церкви копты-католики отступили от многих древних церковных обычаев. На поместном соборе Коптской католической церкви 18 января 1898 года под председательством патриарха Кирилла пост ниневитян отсутствовал в списке утверждённых церковью постов. 12 марта 1957 года поместный собор патриарха Марка II утвердил трёхдневный пост ниневитян в списке церковных постов, а поместный собор 6 июня 1997 года во главе с патриархом Стефаносом II подтвердил это решение. При этом, в отличие от других церквей, в Коптской католической церкви в пост ниневитян разрешается употреблять рыбу.
Вполне возможно, что принятие поста ниневитян в Эфиопской церкви произошло ещё раньше, чем в Египте: первый епископ Аксума, святой Фрументий, также был сирийцем по происхождению. В Эфиопской церкви пост ниневитян совершается в понедельник, вторник и среду 2-й подготовительной недели к Великому посту. В Эфиопии и Эритрее пост ниневитян соблюдают, как приверженцы древневосточных церквей, так и восточнокатолических церквей этих стран.